# Corleone
Corleone é uma comuna italiana da região da Sicília, província de Palermo, com cerca de 11.324 habitantes. Estende-se por uma área de 229 km², tendo uma densidade populacional de 49 hab/km². Faz fronteira com Bisacquino, Campofelice di Fitalia, Campofiorito, Chiusa Sclafani, Contessa Entellina, Godrano, Mezzojuso, Monreale, Palazzo Adriano, Prizzi, Roccamena.

## Demografia
| Variação demográfica do município entre 1861 e 2011                               |
|                                                                                   |
| Fonte: Istituto Nazionale di Statistica (ISTAT) - Elaboração gráfica da Wikipedia |

## Curiosidade
Esta comuna influenciou Mario Puzo, o autor de O poderoso chefão. O próprio nome Corleone virou "sinônimo" de chefão da máfia . 